# Vlag van Servië en Montenegro

Vlag van Servië en Montenegro (ratio 1:2)

De vlag van Servië en Montenegro werd aangenomen op 27 april 1992 als de vlag van Joegoslavië. Deze nieuwe Federale Republiek Joegoslavië werd later omgedoopt tot Servië en Montenegro, een land dat op 3 juni 2006 ophield te bestaan doordat Montenegro zich onafhankelijk verklaarde, waarmee de federatie van het land met Servië niet meer bestond.
De vlag is een horizontale driekleur bestaande uit een blauwe, witte en rode band. Deze kleuren zijn de pan-Slavische kleuren. Het ontwerp recycleerde de vlag van Socialistische Federale Republiek Joegoslavië maar liet de communistische ster weg.
De handelsvlag heeft dezelfde kleurstelling, maar een hoogte-breedteverhouding van 2:3. De oorlogsvlag ter zee bestaat uit een rode vlag met de nationale driekleur linksboven.

? ? Handelsvlag en dienstvlag (ratio 2:3)
? ? Oorlogsvlag ter zee (ratio 2:3)
? Geus

## Voorgaande vlaggen
De vlag was gebaseerd op de vlag van de Federale Republiek Joegoslavië, die zelf weer was gebaseerd op de vlag van het Koninkrijk Joegoslavië. De hoogte-breedteverhouding was gelijk aan die van de vlag van de Socialistische Federale Republiek Joegoslavië. Hieronder staan de vlaggen van de voorgaande staten afgebeeld:

? Vlag van het het Koninkrijk Joegoslavië (1921-1941) en de Federale Republiek Joegoslavië (1992-2003) (ratio 2:3)
? Vlag van de Socialistische Federale Republiek Joegoslavië, 1943-1991 (ratio 1:2)